# پامپه‌پاتو
پامپه‌پاتو (انگلیسی: Panpepato) یک کیک گرد و شیرین ایتالیایی است. معمولاً در تعطیلات کریسمس خورده می‌شود. زمانی در هر خانواده ای با دستور العمل‌هایی تهیه می‌شد که کمی با یکدیگر متفاوت بودند، در حالی که امروزه اساساً یک محصول دست‌ساز است.